# Innhavet (fjord)
Innhavet  er en fjordarm nordøst for  Sagfjorden og Kaldvågfjorden i  Hamarøy i  Nordland fylke i Norge.
Dette indhav har indløb fra Sagfjorden gennm Røttangsstraumen i syd og fra Kaldvågfjorden gennem Kaldvågstraumen i nordvest. Begge strømmene går mellem fastlandet og  Finnøya. Mellem indløbene er der ca. 9,9 kilometer. Fjorden går i nordøstlig retning fra Rødtangen til Hillingan, og fortsætter mod nord, før den går vestover til Kaldvågstraumen. Herfra er der en arm videre i nordvestlig retning til Kaldvåg. Med denne arm er lengden på Innhavet ca. 13,8 kilometer.
Der er flere vige og bugter ind mod fastlandet i øst: Karpollen mellem Straumsnesøya og Klubben, Sagpollen (syd) mellem Klubben og Hillingan og Sagpollen (nord) mellem Hillingan og Sommarset. Landområderne omkring  Trollpollen er beskyttet som naturreservat, mens Varpelva har udløb i Varpvågen læengere mod nord.
Traséen til Fylkesvej 662 følger den sydlige del af  Innhavet over Straumsnesøya til broen over Røttangsstraumen, og Europavej E6 går langs Sagpollen.